# Hollie Pearne-Webb
Pour les articles homonymes, voir Webb.
Hollie Webb (née le 19 septembre 1990 à Belper (Angleterre)) est une joueuse de hockey sur gazon britannique, membre de l'équipe de Grande-Bretagne de hockey sur gazon féminin. 
Avec la Grande-Bretagne, elle est sacrée championne olympique en 2016 à Rio de Janeiro.